# Pasiphila malachita
Pasiphila malachita là một loài bướm đêm trong họ Geometridae. Đây là loài đặc hữu ở New Zealand.
Ấu trùng của loài này ăn các loài Hebe.